# Liga Nacional de Hockey Hielo
La Liga Nacional de Hockey Hielo es la liga nacional de España de hockey sobre hielo. Está regulada por la Federación Española de Deportes de Hielo desde la formación de esta en 2006. Anteriormente dependía desde 1977 de la Federación Española de Deportes de Invierno.

## Historia
A pesar de que el primer partido de hockey hielo de un equipo español tuvo en lugar en diciembre de 1923, no fue hasta 1972 cuando se instauró un campeonato nacional. Los seis equipos que participaron en esa primera edición fueron: Real Sociedad, FC Barcelona, CH Jaca, CH Valladolid, CG Puigcerdà y CH Boadilla.
Los primeros años los equipos estaban formados en su totalidad por jugadores españoles por petición de la Real Sociedad, que quería fomentar el deporte entre los españoles en lugar de contratar a profesionales foráneos.
A partir de la temporada 1978-1979, el campeón de España fue invitado a participar en la Copa de Europa de Hockey Hielo. El campeonato sénior fue suspendido de 1986 a 1988 debido a dificultades financieras de los clubes, que vieron como sus patrocinadores dejaban de aportar dinero.
No obstante en la actualidad los problemas están subsanados y los equipos españoles cuentan con jugadores y entrenadores extranjeros que aportan experiencia al campeonato nacional.

## Equipos participantes

### Participantes históricos en la máxima categoría
Sedes de los clubes participantes en la Liga Nacional de Hockey Hielo desde su fundación. En color rojo y mayúsculas, los participantes en la edición 2024/25. En azul los clubes que ya no compiten en la máxima categoría.
A lo largo de la historia de la competición han participado equipos pertenecientes a nueve comunidades autónomas españolas, más tres clubes extranjeros.
| C. A.               | Equipos                   | Temp.          | Mapa |
| ------------------- | ------------------------- | -------------- | --- |
| Andalucía           | CH Sevilla                | 2 (1976/1978)  | Las Palmas JACA Viella Andorra PUIGCERDÁ Vitoria LOGROÑO HUARTE SAN SEBASTIÁN Anglet Bilbao Madrid MAJADAHONDA Boadilla Barcelona Valladolid Sevilla Granada OPORTO |
| Andalucía           | C.H. Granada              | (2ª división)  | Las Palmas JACA Viella Andorra PUIGCERDÁ Vitoria LOGROÑO HUARTE SAN SEBASTIÁN Anglet Bilbao Madrid MAJADAHONDA Boadilla Barcelona Valladolid Sevilla Granada OPORTO |
| Aragón              | Club Hielo Jaca           | 51 (1972/2025) | Las Palmas JACA Viella Andorra PUIGCERDÁ Vitoria LOGROÑO HUARTE SAN SEBASTIÁN Anglet Bilbao Madrid MAJADAHONDA Boadilla Barcelona Valladolid Sevilla Granada OPORTO |
| Aragón              | Club Hielo Pirineos       | 1 (1975/1976)  | Las Palmas JACA Viella Andorra PUIGCERDÁ Vitoria LOGROÑO HUARTE SAN SEBASTIÁN Anglet Bilbao Madrid MAJADAHONDA Boadilla Barcelona Valladolid Sevilla Granada OPORTO |
| Canarias            | C.H. Las Palmas           | 2 (1976/1978)  | Las Palmas JACA Viella Andorra PUIGCERDÁ Vitoria LOGROÑO HUARTE SAN SEBASTIÁN Anglet Bilbao Madrid MAJADAHONDA Boadilla Barcelona Valladolid Sevilla Granada OPORTO |
| C. y León           | Club Hielo Valladolid     | 1 (1972/1973)  | Las Palmas JACA Viella Andorra PUIGCERDÁ Vitoria LOGROÑO HUARTE SAN SEBASTIÁN Anglet Bilbao Madrid MAJADAHONDA Boadilla Barcelona Valladolid Sevilla Granada OPORTO |
| Cataluña            | Club Gel Puigcerdà        | 49 (1972/2025) | Las Palmas JACA Viella Andorra PUIGCERDÁ Vitoria LOGROÑO HUARTE SAN SEBASTIÁN Anglet Bilbao Madrid MAJADAHONDA Boadilla Barcelona Valladolid Sevilla Granada OPORTO |
| Cataluña            | F.C. Barcelona            | 45 (1972/2023) | Las Palmas JACA Viella Andorra PUIGCERDÁ Vitoria LOGROÑO HUARTE SAN SEBASTIÁN Anglet Bilbao Madrid MAJADAHONDA Boadilla Barcelona Valladolid Sevilla Granada OPORTO |
| Cataluña            | Club Hielo Cataluña       | 6 (1975/1986)  | Las Palmas JACA Viella Andorra PUIGCERDÁ Vitoria LOGROÑO HUARTE SAN SEBASTIÁN Anglet Bilbao Madrid MAJADAHONDA Boadilla Barcelona Valladolid Sevilla Granada OPORTO |
| Cataluña            | H. G. C. Vielha           | 3 (2005/2008)  | Las Palmas JACA Viella Andorra PUIGCERDÁ Vitoria LOGROÑO HUARTE SAN SEBASTIÁN Anglet Bilbao Madrid MAJADAHONDA Boadilla Barcelona Valladolid Sevilla Granada OPORTO |
| Comunidad de Madrid | S.A.D. Majadahonda        | 27 (1996/2025) | Las Palmas JACA Viella Andorra PUIGCERDÁ Vitoria LOGROÑO HUARTE SAN SEBASTIÁN Anglet Bilbao Madrid MAJADAHONDA Boadilla Barcelona Valladolid Sevilla Granada OPORTO |
| Comunidad de Madrid | Club Las Encinas Boadilla | 9 (1979/2017)  | Las Palmas JACA Viella Andorra PUIGCERDÁ Vitoria LOGROÑO HUARTE SAN SEBASTIÁN Anglet Bilbao Madrid MAJADAHONDA Boadilla Barcelona Valladolid Sevilla Granada OPORTO |
| Comunidad de Madrid | Club Hielo Madrid         | 6 (1972/2006)  | Las Palmas JACA Viella Andorra PUIGCERDÁ Vitoria LOGROÑO HUARTE SAN SEBASTIÁN Anglet Bilbao Madrid MAJADAHONDA Boadilla Barcelona Valladolid Sevilla Granada OPORTO |
| Comunidad de Madrid | C.H. Valdemoro            | 1 (2014/2015)  | Las Palmas JACA Viella Andorra PUIGCERDÁ Vitoria LOGROÑO HUARTE SAN SEBASTIÁN Anglet Bilbao Madrid MAJADAHONDA Boadilla Barcelona Valladolid Sevilla Granada OPORTO |
| País Vasco          | Real Sociedad             | 4 (1972/1976)  | Las Palmas JACA Viella Andorra PUIGCERDÁ Vitoria LOGROÑO HUARTE SAN SEBASTIÁN Anglet Bilbao Madrid MAJADAHONDA Boadilla Barcelona Valladolid Sevilla Granada OPORTO |
| País Vasco          | C.H.H. Txuri Urdin        | 48 (1974/2025) | Las Palmas JACA Viella Andorra PUIGCERDÁ Vitoria LOGROÑO HUARTE SAN SEBASTIÁN Anglet Bilbao Madrid MAJADAHONDA Boadilla Barcelona Valladolid Sevilla Granada OPORTO |
| País Vasco          | C.H. Nogaro Bilbao        | 2 (1974/1976)  | Las Palmas JACA Viella Andorra PUIGCERDÁ Vitoria LOGROÑO HUARTE SAN SEBASTIÁN Anglet Bilbao Madrid MAJADAHONDA Boadilla Barcelona Valladolid Sevilla Granada OPORTO |
| País Vasco          | Casco Viejo Bilbao C.H.   | 10 (1975-1985) | Las Palmas JACA Viella Andorra PUIGCERDÁ Vitoria LOGROÑO HUARTE SAN SEBASTIÁN Anglet Bilbao Madrid MAJADAHONDA Boadilla Barcelona Valladolid Sevilla Granada OPORTO |
| País Vasco          | C.H. Portugalete          | 4 (1975/1979)  | Las Palmas JACA Viella Andorra PUIGCERDÁ Vitoria LOGROÑO HUARTE SAN SEBASTIÁN Anglet Bilbao Madrid MAJADAHONDA Boadilla Barcelona Valladolid Sevilla Granada OPORTO |
| País Vasco          | C.H. Vitoria / Gasteiz    | 19 (1975-2009) | Las Palmas JACA Viella Andorra PUIGCERDÁ Vitoria LOGROÑO HUARTE SAN SEBASTIÁN Anglet Bilbao Madrid MAJADAHONDA Boadilla Barcelona Valladolid Sevilla Granada OPORTO |
| País Vasco          | C.D. Hielo Bipolo         | 3 (2012/2014)  | Las Palmas JACA Viella Andorra PUIGCERDÁ Vitoria LOGROÑO HUARTE SAN SEBASTIÁN Anglet Bilbao Madrid MAJADAHONDA Boadilla Barcelona Valladolid Sevilla Granada OPORTO |
| País Vasco          | C.P. Sumendi Vitoria      | (2ª división)  | Las Palmas JACA Viella Andorra PUIGCERDÁ Vitoria LOGROÑO HUARTE SAN SEBASTIÁN Anglet Bilbao Madrid MAJADAHONDA Boadilla Barcelona Valladolid Sevilla Granada OPORTO |
| La Rioja            | Milenio C.P. Logroño      | 6 (2014/2025)  | Las Palmas JACA Viella Andorra PUIGCERDÁ Vitoria LOGROÑO HUARTE SAN SEBASTIÁN Anglet Bilbao Madrid MAJADAHONDA Boadilla Barcelona Valladolid Sevilla Granada OPORTO |
| Navarra             | Club Hielo Huarte         | 4 (2021/2025)  | Las Palmas JACA Viella Andorra PUIGCERDÁ Vitoria LOGROÑO HUARTE SAN SEBASTIÁN Anglet Bilbao Madrid MAJADAHONDA Boadilla Barcelona Valladolid Sevilla Granada OPORTO |
| Extranjeros         |                           |                | Las Palmas JACA Viella Andorra PUIGCERDÁ Vitoria LOGROÑO HUARTE SAN SEBASTIÁN Anglet Bilbao Madrid MAJADAHONDA Boadilla Barcelona Valladolid Sevilla Granada OPORTO |
| Andorra             | Andorra Hoquei Club       | (2ª división)  | Las Palmas JACA Viella Andorra PUIGCERDÁ Vitoria LOGROÑO HUARTE SAN SEBASTIÁN Anglet Bilbao Madrid MAJADAHONDA Boadilla Barcelona Valladolid Sevilla Granada OPORTO |
| Francia             | Anglet Hormadi P.B.       | 3 (2007/2011)  | Las Palmas JACA Viella Andorra PUIGCERDÁ Vitoria LOGROÑO HUARTE SAN SEBASTIÁN Anglet Bilbao Madrid MAJADAHONDA Boadilla Barcelona Valladolid Sevilla Granada OPORTO |
| Portugal            | Ice Hockey Club Porto     | 2 (2023/2025)  | Las Palmas JACA Viella Andorra PUIGCERDÁ Vitoria LOGROÑO HUARTE SAN SEBASTIÁN Anglet Bilbao Madrid MAJADAHONDA Boadilla Barcelona Valladolid Sevilla Granada OPORTO |
| Suecia              | Nordic Vikings (Madrid)   | 1 (2021/2022)  | Las Palmas JACA Viella Andorra PUIGCERDÁ Vitoria LOGROÑO HUARTE SAN SEBASTIÁN Anglet Bilbao Madrid MAJADAHONDA Boadilla Barcelona Valladolid Sevilla Granada OPORTO |

### Temporada 2024/25
| Equipo                        | Localidad        | Estadio                           | Capacidad |
| ----------------------------- | ---------------- | --------------------------------- | --------- |
| Club Hielo Jaca               | Jaca             | Pabellón de Hielo de Jaca         | 2.000     |
| Club Hockey Hielo Txuri Urdin | San Sebastián    | Palacio del Hielo Txuri Urdin     | 800       |
| Club Gel Puigcerdà            | Puigcerdá        | Club Poliesportiu Puigcerdà       | 1.450     |
| Fútbol Club Barcelona         | Barcelona        | Palau de Gel                      | 1.256     |
| Kosner CH Huarte              | Pamplona         | Palacio de Hielo de Huarte        | 500       |
| Milenio Panthers              | Logroño          | Centro Deportivo Municipal Lobete | 624       |
| SH Majadahonda                | Majadahonda      | Pista de hielo La Nevera          | 250       |
| Ice Hockey Club Porto         | Oporto, Portugal | Sin estadio (juega de visitante)  | n/a       |

## Formato
Cada equipo se enfrenta al resto dos veces a lo largo del campeonato, una vez en casa y otra a domicilio.
Desde la temporada 1994-95, tras la liga regular se disputan los playoffs por el título nacional, fase de la que están excluidos los equipos extranjeros que hayan sido invitados a la liga, así como los equipos españoles que hayan participado en la fase regular con más de tres jugadores extranjeros. Se enfrentan en esta fase el 1.º clasificado con el 8.º, el 2.º con el 7.º, el 3.º con el 6.º y el 4.º con el 5.º. Los partidos de cuartos de final se juegan al mejor de 3 partidos, jugando el equipo mejor clasificado primero como visitante y el segundo y tercer partido (en caso de ser necesario) como local.
Las semifinales se disputan al mejor de 5 partidos, jugando los equipos mejor clasificados los dos primeros partidos como locales, el tercero y el cuarto (en caso de ser necesario) como visitantes, y el quinto de nuevo como locales. La Final se juega al mejor de 5, siguiendo el mismo sistema que las semifinales, y el vencedor participará en la Copa Continental Europea de la IIHF. En caso de renunciar, el subcampeón podría optar a jugar la competición europea.
Desde la temporada 2024-25, la fase regular de la liga constituye además la Liga Ibérica de Hockey Hielo, organizada conjuntamente por la Real Federación Española de Deportes de Hielo (RFEDH) y la Federaçao de Desportos de Inverno de Portugal (FDI-Portugal), proclamándose campeón ibérico el primer clasificado de la liga.

## Palmarés
| Ed.     | Temp. | Part. | Campeón               | Subcampeón            | Tercero               | Cuarto                |
| ------- | ----- | ----- | --------------------- | --------------------- | --------------------- | --------------------- |
| I       | 72-73 | 6     | Real Sociedad         | Club Hielo Madrid     | Fútbol Club Barcelona | Club Hielo Valladolid |
| II      | 73-74 | 5     | Real Sociedad         | Fútbol Club Barcelona | Club Hielo Madrid     | Club Gel Puigcerdà    |
| III     | 74-75 | 6     | Real Sociedad         | Fútbol Club Barcelona | C.H.H. Txuri Urdin    | Club Hielo Jaca       |
| IV      | 75-76 | 11    | C.H.H. Txuri Urdin    | Fútbol Club Barcelona | Casco Viejo Bilbao CH | Club Hielo Jaca       |
| V       | 76-77 | 9     | Casco Viejo Bilbao CH | Fútbol Club Barcelona | C.H.H. Txuri Urdin    | Club Hielo Jaca       |
| VI      | 77-78 | 8     | Casco Viejo Bilbao CH | Fútbol Club Barcelona | C.H.H. Txuri Urdin    | Club Hielo Jaca       |
| VII     | 78-79 | 5     | Casco Viejo Bilbao CH | C.H.H. Txuri Urdin    | Fútbol Club Barcelona | Club Hielo Jaca       |
| VIII    | 79-80 | 8     | C.H.H. Txuri Urdin    | Casco Viejo Bilbao CH | Fútbol Club Barcelona | Club Hielo Jaca       |
| IX      | 80-81 | 8     | Casco Viejo Bilbao CH | Fútbol Club Barcelona | C.H.H. Txuri Urdin    | Club Hielo Jaca       |
| X       | 81-82 | 6̘+3   | Casco Viejo Bilbao CH | Fútbol Club Barcelona | Club Hielo Jaca       | Club Gel Puigcerdà    |
| XI      | 82-83 | 6     | Casco Viejo Bilbao CH | Club Hielo Jaca       | Club Gel Puigcerdà    | C.H.H. Txuri Urdin    |
| XII     | 83-84 | 5     | Club Hielo Jaca       | Club Gel Puigcerdà    | Casco Viejo Bilbao CH | C.H.H. Txuri Urdin    |
| XIII    | 84-85 | 6     | C.H.H. Txuri Urdin    | Club Hielo Jaca       | Club Gel Puigcerdà    | Casco Viejo Bilbao CH |
| XIV     | 85-86 | 4     | Club Gel Puigcerdà    | Club Hielo Jaca       | C.H.H. Txuri Urdin    | C.H. Gel Barcelona    |
| XV      | 86-87 | 5     | Fútbol Club Barcelona | C.H.H. Txuri Urdin    | Club Hielo Jaca       | Club Gel Puigcerdà    |
| XVI     | 87-88 | 4     | Fútbol Club Barcelona | C.H.H. Txuri Urdin    | Club Hielo Jaca       | Club Gel Puigcerdà    |
| XVII    | 88-89 | 6     | Club Gel Puigcerdà    | Club Hielo Jaca       | C.H.H. Txuri Urdin    | Fútbol Club Barcelona |
| XVIII   | 89-90 | 6     | C.H.H. Txuri Urdin    | Club Hielo Jaca       | Club Gel Puigcerdà    | Fútbol Club Barcelona |
| XIX     | 90-91 | 5     | Club Hielo Jaca       | C.H.H. Txuri Urdin    | Club Gel Puigcerdà    | Fútbol Club Barcelona |
| XX      | 91-92 | 5     | C.H.H. Txuri Urdin    | Club Hielo Jaca       | Fútbol Club Barcelona | Club Gel Puigcerdà    |
| XXI     | 92-93 | 5     | C.H.H. Txuri Urdin    | Club Hielo Jaca       | Club Gel Puigcerdà    | Fútbol Club Barcelona |
| XXII    | 93-94 | 5     | Club Hielo Jaca       | C.H.H. Txuri Urdin    | Club Gel Puigcerdà    | Fútbol Club Barcelona |
| XXIII   | 94-95 | 5     | C.H.H. Txuri Urdin    | Club Hielo Jaca       | Club Gel Puigcerdà    | Fútbol Club Barcelona |
| XXIV    | 95-96 | 5     | Club Hielo Jaca       | Fútbol Club Barcelona | C.H.H. Txuri Urdin    | Club Gel Puigcerdà    |
| XXV     | 96-97 | 6     | Fútbol Club Barcelona | Club Hielo Jaca       | Majadahonda H.C.      | Club Gel Puigcerdà    |
| XXVI    | 97-98 | 6     | Majadahonda H.C.      | Club Gel Puigcerdà    | Club Hielo Jaca       | Gasteiz Izotz H.T.    |
| XXVII   | 98-99 | 6     | C.H.H. Txuri Urdin    | Club Gel Puigcerdà    | Fútbol Club Barcelona | Club Hielo Jaca       |
| XXVIII  | 99-00 | 6     | C.H.H. Txuri Urdin    | Club Hielo Jaca       | Club Gel Puigcerdà    | Majadahonda H.C.      |
| XXIX    | 00-01 | 6     | Club Hielo Jaca       | Club Gel Puigcerdà    | Gasteiz Izotz H.T.    | C.H.H. Txuri Urdin    |
| XXX     | 01-02 | 6     | Fútbol Club Barcelona | Club Hielo Jaca       | Club Gel Puigcerdà    | C.H.H. Txuri Urdin    |
| XXXI    | 02-03 | 6     | Club Hielo Jaca       | Fútbol Club Barcelona | Club Hielo Madrid     | Club Gel Puigcerdà    |
| XXX     | 03-04 | 6     | Club Hielo Jaca       | Club Gel Puigcerdà    | Gasteiz Izotz H.T.    | C.H.H. Txuri Urdin    |
| XXXI    | 04-05 | 7     | Club Hielo Jaca       | C.H.H. Txuri Urdin    | Club Gel Puigcerdà    | Fútbol Club Barcelona |
| XXXII   | 05-06 | 7     | Club Gel Puigcerdà    | Club Hielo Jaca       | Fútbol Club Barcelona | C.H.H. Txuri Urdin    |
| XXXIII  | 06-07 | 6     | Club Gel Puigcerdà    | Club Hielo Jaca       | C.H.H. Txuri Urdin    | Fútbol Club Barcelona |
| XXXIV   | 07-08 | 8     | Club Gel Puigcerdà    | Anglet Hormadi Élite  | Fútbol Club Barcelona | Gasteiz Izotz H.T.    |
| XXXV    | 08-09 | 7     | Fútbol Club Barcelona | Club Gel Puigcerdà    | Club Hielo Jaca       | Majadahonda H.C.      |
| XXXVI   | 09-10 | 5+3   | Club Hielo Jaca       | Club Gel Puigcerdà    | C.H.H. Txuri Urdin    | Fútbol Club Barcelona |
| XXXVII  | 10-11 | 5+8   | Club Hielo Jaca       | Fútbol Club Barcelona | Club Gel Puigcerdà    | Majadahonda H.C.      |
| XXXVIII | 11-12 | 6+5   | Club Hielo Jaca       | Club Gel Puigcerdà    | Fútbol Club Barcelona | C.H.H. Txuri Urdin    |
| XXXIX   | 12-13 | 6+5   | C.D. Hielo Bipolo     | Club Gel Puigcerdà    | Club Hielo Jaca       | C.H.H. Txuri Urdin    |
| XL      | 13-14 | 6+5   | C.D. Hielo Bipolo     | Club Gel Puigcerdà    | C.H.H. Txuri Urdin    | Club Hielo Jaca       |
| XLI     | 14-15 | 9+1   | Club Hielo Jaca       | Club Gel Puigcerdà    | C.H.H. Txuri Urdin    | Fútbol Club Barcelona |
| XLII    | 15-16 | 5+4   | Club Hielo Jaca       | C.H.H. Txuri Urdin    | Fútbol Club Barcelona | Majadahonda H.C.      |
| XLIII   | 16-17 | 7     | C.H.H. Txuri Urdin    | Club Hielo Jaca       | Fútbol Club Barcelona | Majadahonda H.C.      |
| XLIV    | 17-18 | 5     | C.H.H. Txuri Urdin    | Club Hielo Jaca       | Fútbol Club Barcelona | Majadahonda H.C.      |
| XLV     | 18-19 | 5     | C.H.H. Txuri Urdin    | Club Gel Puigcerdà    | Fútbol Club Barcelona | Majadahonda H.C.      |
| XLVI    | 19-20 | 5     | Club Gel Puigcerdà    | C.H.H. Txuri Urdin    | Fútbol Club Barcelona | Club Hielo Jaca       |
| XLVII   | 20-21 | 5     | Fútbol Club Barcelona | Club Gel Puigcerdà    | C.H.H. Txuri Urdin    | Club Hielo Jaca       |
| XLVIII  | 21-22 | 8     | Fútbol Club Barcelona | Club Gel Puigcerdà    | Club Hielo Jaca       | Majadahonda H.C.      |
| XLIX    | 22-23 | 7     | Club Hielo Jaca       | Fútbol Club Barcelona | Club Gel Puigcerdà    | Majadahonda H.C.      |
| L       | 23-24 | 8     | Club Hielo Jaca       | Majadahonda H.C.      | C.H.H. Txuri Urdin    | Fútbol Club Barcelona |
| LI      | 24-25 | 7     | Club Gel Puigcerdà    | Club Hielo Jaca       | Majadahonda H.C.      | C.H.H. Txuri Urdin    |

### Títulos por club
| Equipo                        | Campeón | Títulos (por año)                                                                              |
| ----------------------------- | ------- | ---------------------------------------------------------------------------------------------- |
| CHH Txuri Urdin/Real Sociedad | 16      | 1972, 1973, 1974, 1975, 1976, 1980, 1985, 1990, 1992, 1993, 1995, 1999, 2000, 2017, 2018, 2019 |
| CH Jaca                       | 15      | 1984, 1991, 1994, 1996, 2001, 2003, 2004, 2005, 2010, 2011, 2012, 2015, 2016, 2023, 2024       |
| CG Puigcerdà                  | 7       | 1986, 1989, 2006, 2007, 2008, 2020, 2025                                                       |
| Fútbol Club Barcelona         | 7       | 1987, 1988, 1997, 2002, 2009, 2021, 2022                                                       |
| Casco Viejo Bilbao/Vizcaya CH | 6       | 1977, 1978, 1979, 1981, 1982, 1983                                                             |
| CD Hielo Bipolo               | 2       | 2013, 2014                                                                                     |
| Majadahonda HC                | 1       | 1998                                                                                           |